# Roger Graf
Roger Graf (ur. 27 listopada 1958 w Zurychu) – szwajcarski pisarz, tworzący powieści kryminalne, opowiadania i słuchowiska.

## Życiorys
Urodził się i wychował w Zurychu. Ukończył szkołę zawodową, lecz pracy w zawodzie nie podjął. W wieku 24 lat napisał pierwsze słuchowisko dla stacji radiowej DRS 3. Przez pewien czas pracował jako krytyk filmowy, publikując swe teksty w różnych czasopismach, by następnie w 1986 znaleźć pracę w rozgłośni radiowej. Dla DRS 1 oraz DRS 3 pisał scenariusze słuchowisk, skecze radiowe i teksty satyryczne. Popularność przyniosła mu seria słuchowisk kryminalnych, zatytułowanych Die haarsträubenden Fälle des Philip Maloney, inspirowanych klasycznymi motywami powieści kryminalnej. Główny bohater słuchowisk, Philip Maloney, stanowi swoistą parodię Philipa Marlowe'a, głównej postaci książek Raymonda Chandlera. Odcinki tego słuchowiska od 1989 były emitowane przez szwajcarską stację radiową DRS 3.

## Nagrody i wyróżnienia
- 1996 - Burgdorfer Krimipreis (za powieść Tödliche Gewissheit)
- 1997 - powieść Zürich bei Nacht nominowana do nagrody im. Friedricha Glausera
- 1997 - wyróżnienie kantonu Zurych za powieść Zürich bei Nacht

## Dzieła

### Słuchowiska radiowe
- Die haarsträubenden Fälle des Philip Maloney (seria kryminalna, od 1989)
- Die Insel, die es nicht gibt (1981)
- Verrückte Helden (1994)

### Powieści kryminalne
- 1994 - Ticket für die Ewigkeit
- 1995 - Tödliche Gewissheit
- 1996 - Zürich bei Nacht
- 1997 - Tanz an der Limmat
- 1998 - Kurzer Abgang
- 1999 - Die Leiche im Moor
- 1999 - Der Womper
- 2000 - Zum Kuckuck
- 2003 - Die Frau am Fenster
- 2004 - Haarige Zeiten

### Opowiadania kryminalne
- 1992 - Die haarsträubenden Fälle des Philip Maloney
- 1998 - Philip Maloney - 30 rätselhafte Fälle
- 1994 - Die haarsträubenden Fälle des Philip Maloney
- 2000 - Philip Maloney und der Mord im Theater
- 2000 - Philip Maloney - Die Leiche im Moor
- 2001 - Philip Maloney - Der Womper
- 2002 - Philip Maloney - Zum Kuckuck
- 2004 - Philip Maloney - Haarige Zeiten

### Przedstawienia teatralne
- 2001 - Unter der Brücke - dramat
- 2002 - Der grosse Wurf